# Canton de Bar-le-Duc
Le canton de Bar-le-Duc est une ancienne division administrative française,qui était située dans le département de la Meuse et la région Lorraine.
Le canton est créé en 1790 sous la Révolution française. Il disparait en 1973, remplacé par deux cantons : Bar-le-Duc-Nord et Bar-le-Duc-Sud.

## Géographie
Ce canton est organisé autour du chef-lieu Bar-le-Duc et fait partie intégralement de l'arrondissement de Bar-le-Duc. Son altitude varie de 155 m (Robert-Espagne) à 337 m (Longeville-en-Barrois) pour une altitude moyenne de 232 m. Sa superficie est de 92,01 km2.

## Histoire
Le canton de Bar-sur-Ornain fait partie du district de Bar-sur-Ornain, créé par le décret du 30 janvier 1790.
Après la suppression des districts en 1795, le canton intègre l'arrondissement de Bar-le-Duc lors de la création de celui-ci en 1801, afin de diminuer les écarts de population entre les cantons, le canton de Bar-le-Duc est divisé en deux :
- le canton de Bar-le-Duc-Nord ;
- le canton de Bar-le-Duc-Sud.

## Composition
Le canton de Bar-le-Duc est composé des 7 communes de :
- Bar-le-Duc (chef-lieu)
- Combles-en-Barrois
- Fains-Véel
- Longeville-en-Barrois
- Robert-Espagne
- Savonnières-devant-Bar
- Trémont-sur-Saulx

## Représentation

### Conseillers d'arrondissement (de 1833 à 1940)
Le canton de Bar-le-Duc avait deux conseillers d'arrondissement.
| Période                                  | Période          | Identité                                            | Étiquette   | Qualité |
| ---------------------------------------- | ---------------- | --------------------------------------------------- | ----------- | --- |
| 1833                                     | 1848             | Rémy Hannotin-Houzelot (1787-1860)                  |             | Négociant (épicier grossiste), adjoint au maire de Bar-le-Duc                                                  |
| 1833                                     | 1848             | Nicolas François Mayeur (1790-1854)                 |             | Négociant, Président du Tribunal de commerce, maire de Bar-le-Duc (1832-1838)                                  |
| 1848                                     | 1852             | Bernard Trichon-Saint-Paul                          |             | Maire de Bar-le-Duc (mai-août 1848 et 1848 à 1853)                                                             |
| 1848                                     | 1858             | Antoine Dominique Hippolyte Henry-Gillet            |             | Industriel, maire de Savonnières-devant-Bar, Président du Conseil d'arrondissement                             |
| 1852                                     | 1871             | Émile Mayeur                                        |             | Avoué, adjoint au maire de Bar-le-Duc, Président du Conseil d'arrondissement                                   |
| 1858                                     | 1881 (décès)     | Louis-Charles Bonne (1819-1881)                     |             | Avoué, docteur en droit, juge suppléant au Tribunal civil de Bar-le-Duc, Président du Conseil d'arrondissement |
| 1871                                     | 1880             | Jean-Jacques Laguerre (1830-1895)                   |             | Manufacturier à Bar-le-Duc                                                                                     |
| 1880                                     | 1882 (décès)     | Jean-Baptiste Christophe Ernest Bradfer (1833-1882) |             | Maitre de forges, maire de Bar-le-Duc (1879-1882)                                                              |
| 1881                                     | 1895             | Louis-Victor Jacquet (1811-1898)                    | Républicain | Rentier à Bar-le-Duc, Président du Conseil d'arrondissement                                                    |
| 1882                                     | 1888 (démission) | Émile Gervaise                                      |             | Propriétaire, ancien notaire, maire de Véel                                                                    |
| 1888                                     | 1895             | Charles Busselot                                    | Républicain | Adjoint au maire de Bar-le-Duc                                                                                 |
| 1895                                     | 1901             | Pol Chevalier                                       | ALP         | Maire de Longeville (1892-1901)                                                                                |
| 1901                                     | 1907             |                                                     |             | |
| 1904                                     | 1940             | Léon Rogier (1858-1948)                             | Radical     | Industriel, maire de Robert-Espagne                                                                            |
| 1907                                     | 1910             | Paul-Joseph-Ernest Chardin                          |             | Docteur en médecine à Bar-le-Duc                                                                               |
| 1907                                     | 1919             | Pierre-Alfred Denizot                               |             | Maitre de verrerie, maire de Fains                                                                             |
| 1910                                     | 1913             | Jules Ficatier (1852-1934)                          |             | Docteur en médecine à Bar-le-Duc                                                                               |
| 1913                                     | 1919             | Georges Voirin                                      |             | Docteur en médecine à Bar-le-Duc                                                                               |
| 1919                                     | 1934             | Pol Mayaux                                          |             | Rentier, premier adjoint au maire de Bar-le-Duc, Président du conseil d'arrondissement                         |
| 1934                                     | 1940             | Constant Collet (1869-?)                            | Radical     | Lieutenant-colonel honoraire, docteur en médecine à Bar-le-Duc                                                 |
| 1940                                     |                  |                                                     |             | Les conseils d'arrondissement ont été suspendus par la loi du 12 octobre 1940 et n'ont jamais été réactivés    |
| Les données manquantes sont à compléter. |                  |                                                     |             | |

### Conseillers généraux de 1833 à 2015
| Période | Période          | Identité                                           | Étiquette     | Qualité |
| ------- | ---------------- | -------------------------------------------------- | ------------- | --- |
| 1833    | 1836 (démission) | Jacques Gillon-Dumont                              |               | Avocat, secrétaire général de la Préfecture Propriétaire à Bar-le-Duc                                                                                              |
| 1836    | 1839             | Nicolas Charles Oudinot, duc de Reggio (1767-1847) |               | Maréchal d'Empire et Pair de France |
| 1839    | 1858 (démission) | Félix Gillon                                       |               | Président du Tribunal civil de Bar-le-Duc Avocat et juge d'instruction                                                                                             |
| 1858    | 1871             | Antoine Dominique Hippolyte Henry-Gillet           |               | Négociant, teinturier, conseiller d'arrondissement Maire de Savonnières-devant-Bar Président de la Chambre de commerce de Bar-le-Duc                               |
| 1871    | 1877             | Henri Bompard (1821-1906)                          | Centre gauche | Filateur Maire de Bar-le-Duc (1870-1874) Député (1871-1876) Sénateur (1876-1879)                                                                                   |
| 1877    | 1883             | Jean-Jacques Laguerre (1830-1895)                  | Républicain   | Percepteur à Lyon Maire de Bar-le-Duc |
| 1883    | 1888 (décès)     | Jean-Baptiste Bradfer (1808-1888)                  | Républicain   | Régisseur aux Forges de Nantois, puis de Menaucourt, Maître de Forges                                                                                              |
| 1888    | 1902 (décès)     | Émile Gervaise                                     | Républicain   | Propriétaire, conseiller d'arrondissement Maire de Véel |
| 1902    | 1935 (décès)     | Pol Chevalier (1861-1935)                          | ALP puis UR   | Avoué au tribunal civil de Bar-le-Duc Maire de Longeville (1892-1904), conseiller d'arrondissement Maire de Bar-le-Duc (1904-1912, 1919-1921) Sénateur (1920-1935) |
| 1935    | 1937             | Lucien Polimann (1890-1963)                        | RIAS          | Chanoine, directeur d'école Député (1933-1940) Nommé conseiller départemental en 1943                                                                              |
| 1937    | 1940             | Louis Marie Hohmann                                | SFIO          | Artisan radio-électricien Maire de Bar-le-Duc (1940-1941) Nommé conseiller départemental en 1943                                                                   |
|         |                  |                                                    |               | |
| 1945    | 1951             | Georges Fizaine                                    | SFIO          | Professeur Député (1945-1946), adjoint au maire de Bar-le-Duc (1945-1953)                                                                                          |
| 1951    | 1958             | Jean Gilliot                                       | RPF puis RS   | Général Député (1951-1955) |
| 1958    | 1973             | Pierre Marizier                                    | DVD           | Assureur Maire de Bar-le-Duc (1959-1970) Elu en 1973 dans le Canton de Bar-le-Duc-Sud                                                                              |